# Виланова (Пјаченца)
Виланова (итал. Villanova) је насеље у Италији у округу Пјаченца, региону Емилија-Ромања.
Према процени из 2011. у насељу је живело 1000 становника. Насеље се налази на надморској висини од 43 м.